# ثنائيات اللقمة
الثنائيات اللقمة (الاسم العلمي: Dicondylia) هي صنف من الحيوانات تتبع طائفة الحشرات شعيبة الجميع القشريات           .	

## رتب
- ذوات الجناحين